# Dobradinha

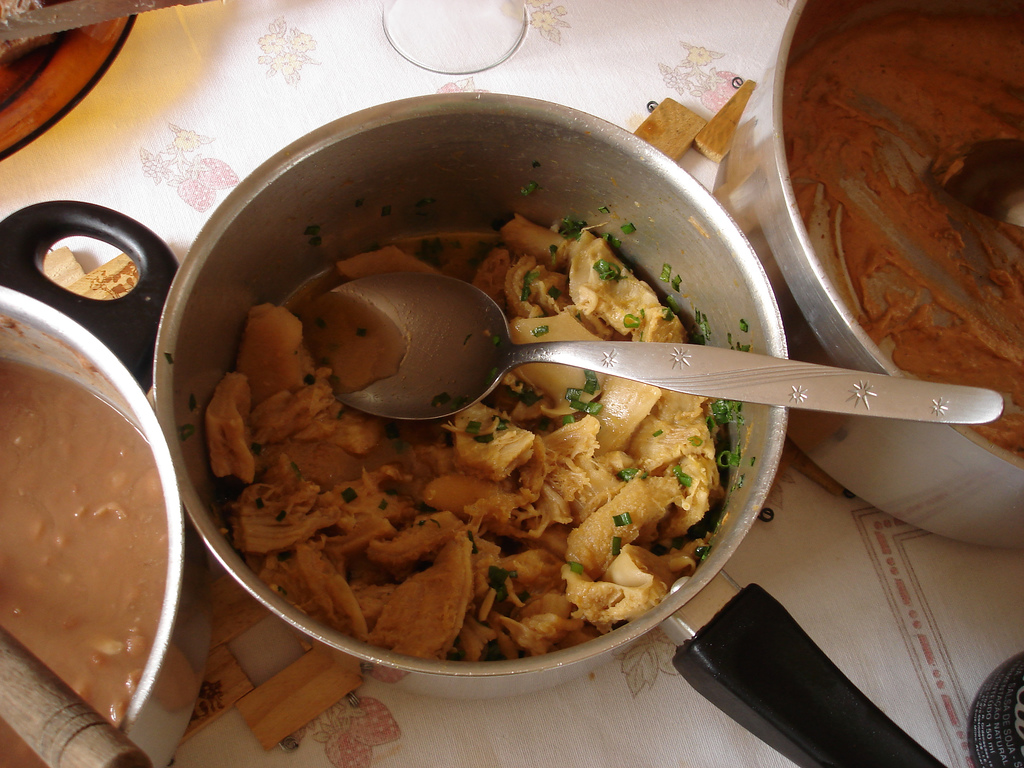
Preparación de una Dobradinha.

La Dobrada (en Portugal) o Dobradinha (en Brasil) es un plato típico tanto de la cocina portuguesa como de la cocina brasileña. Se puede denominar este plato también como dobrada. Se trata de un plato de carne elaborado con el estómago de animales, en especial del buey, que se elabora en forma de estofado acompañado de diversos ingredientes. Es un plato tradicional de la cocina del norte de Portugal que ha sido tema célebre en el poema de Fernando Pessoa, Dobrada à moda do Porto.